# Solution Development Manager
Il solution development manager, nel lessico dell'economia d'impresa, è la figura che ricopre un ruolo operativo, propositivo di nuove soluzioni verso i suoi interlocutori. 

## Ruolo
Il suo ruolo consiste nello sviluppare delle proposte o soluzioni sia tecniche che commerciali senza presentare una soluzione standardizzata. Viene richiesta una dote di conoscenza sui prodotti assieme alla conoscenza dei processi e dei mercati che richiede di interpretare le esigenze latenti dei clienti con creatività. 
Richiede ottime competenze organizzative ma non una profonda conoscenza dei dettagli tecnici dei processi; sono necessarie alla riuscita del progetto capacità trasversali per delle visioni di scenari che non devono necessariamente essere innovativi, quanto progettati per la risoluzione di una esigenza che consenta di trovare una nuova soluzione per un processo.

## Formazione
La formazione richiede, oltre che un'esperienza sul campo, anche uno studio approfondito delle tecniche di project management, di problem solving, spiccate caratteristiche di leadership, un'ottima capacità di comunicazione e molta creatività.